# Карл III Бурбонський
Карл III де Бурбон (17 лютого 1490 — 6 травня 1527) — французький аристократ, 8-й герцог Бурбонський, військовик часів Італійських війн.

## Життєпис

### Молоді роки
Походив з середньої лінії роду Бурбонів. Син Жильбера, графа Монпансьє, дофіна Оверні, та Клер Гонзаго. Про молоді роки його мало відомостей. У 1501 році після смерті батька стає новим графом Монпансьє. Збільшити свої маєтності у Карла з'явилися після смерті у 1503 році П'єра II, останнього представника старшої гілки роду Бурбонів. Карл заявив про свої претензії на спадок родича. Втім у останнього була спадкоємиця — його донька від шлюбу із Анною де Боже — Сюзанна де Бурбон. Тому справу було передано на розгляд короля Людовика XII, який, щоб розв'язати цю непросту з точки зору права суперечку, присудив укласти шлюб між Карлом та Сюзанною. Весілля відбулося у 1505 році. З цього моменту граф Монпансьє став герцогом Бурбоном, герцогом Оверні, графом де Ла Марш, отримав інші титули.
У 1507 році взяв участь у поході Людовика XII до Італії. Під час цього походу, зокрема у війні із Венеційською республікою Карл де Бурбон виявив значні військові здібності. Так, він відзначився 14 травня 1509 року у битві при Ан'яделло, яка сприяла затвердження влади Франції у Ломбардії. У 1512 році отримав від короля звання губернатора Лангедоку. Йому доручалося допомогти династії Альбре зберегти королівство Наварру за собою. Втім Карлу де Бурбону вдалося зберегти лише південну частину Наварри, іншу захопив король Фердинанд II Арагонський.

### Італійські війни
У 1515 році очолив війська у Бургундії. Завдяки мужності та досвідові Карла де Бурбона вдалося запобігти захопленню цієї провінції імператором Максиміліаном I Габсбургом. Того ж року привів значні сили на допомогу Франциску I, що воював в Італії. Частково завдяки діям Карла де Бурбона французькому королю вдалося розбити швейцарців у битві при Марин'яно. Після цього успіху Франциск I призначив Бурбона віце-королем Мілану й Ломбардії, а також присудив йому звання конетабля.
Втім вже у 1516 році його було відкликано з Італії. Між королем та конетаблем встановилися прохолодні стосунки. До того проти Бурбона були налаштовані радники Франциска I й деякі королівські родичі. Ситуація Карла де Бурбона ще більше погіршилася у 1521 році після смерті його дружини. На частину майна Бурбонів заявила свої права мати короля — Луїза Савойська, як онука герцога Карла I де Бурбона. Під тиском Франциска I, який мріяв зменшити впливовість Карла де Бурбона, Паризький парламент у 1522 році вирішив цю справу на користь матері короля. Тому Бурбон влаштував змову з імператором Карлом V, пропонуючи останньому захопити Бургундію. Втім заколот було розкрито й Бурбон у 1523 році втік до Німеччини. Його майно було конфісковано (частково розділено між Луїзою Савойською та Людовиком Бурбон-Вандомом), а самого позбавлено звання конетабля.
З цього моменту Карл де Бурбон став на чолі імперських військ. Після цього Карл вдерся до південної Франції через Піренеї. Французький очільник Оде де Фуа успішно захистив від нього Байонну, однак у лютому 1524 року Карл де Бурбон зумів захопити Фуентеррабію. Влітку отримав посаду імператорського намісника в Італії, де 30 квітня 1524 року завдав рішучої поразки французам у битві на річці Сесія.
Карл III де Бурбон, маючи під командуванням близько 11 тисяч вояків, перетнув Альпи й на початку липня вдерся до Провансу. Пройшовши без опору через більшість дрібних населених пунктів, 9 серпня увійшов до столиці провінції — місто Екс-ан-Прованс — й оголосив себе «графом Прованським», визнавши ленну залежність від Генріха VIII, короля Англії, в обмін на підтримку останнім боротьби проти Франциска І. У середині серпня де Бурбон взяв в облогу Марсель — останню фортецю Провансу, що залишалась у французьких руках. Однак атака на місто провалилась й коли наприкінці вересня до Авіньйону прибула французька армія на чолі із Франциском I — де Бурбону довелось відступити до Італії. Вирішальна битва відбулася при Павії 24 лютого 1525 року, в якій Франциск I зазнав поразки й потрапив у полон.
Після цієї звитяги Карл Бурбонський сподівався, що імператор Карл V змусить французького короля повернути йому спадкові володіння, а також мав намір одружитися з однією із сестер імператора. На час перемовин між Францією та Іспанією він залишився в Італії на чолі із найманцями. Він почав підмовляти англійського короля Генріха VIII вторгнутись до Франції та розділити її між собою. Водночас налаштовував імператора Карла V проти Франциска I. У результаті де Бурбон домігся запису в Мадридській угоді щодо повернення колишніх своїх володінь. Втім король Франції не виконав обіцянки, а навпаки уклав союз з папою римським Климентом VII, Венецією, Флоренцією та Генуєю.
З погляду на це, Карл Бурбонський розмірковував проти якого ворога виступити першим. До цього факту додалася відсутність грошей для найманців. Тому де Бурбон вирішив вирішити дві проблеми водночас: примусити папу римського до миру із Іспанією та взяти великий викуп з Риму. Для цього з армією у 34 тисяч вояків Карл Бурбонський рушив до Риму, який узяв в облогу. Папа римський намагався відкупитися, запропонувавши 100 тисяч дукатів. Проте борг перед найманцями становив понад 200 тисяч дукатів. Крім того, зберігався союз Климента VII з ворогами імператора. Тому Карл Бурбонський віддав наказ щодо штурму міста. Втім 6 травня 1527 року під час атаки на Рим його було вбито випадковим пострілом (багато хто потім приписував його собі, зокрема й Бенвенуто Челліні).

## Родина
Дружина — Сюзана (1491—1521), донька П'єра II, герцога Бурбон
Діти:
- Франциск (1517—1518)
- безіменні близнюки (1518)

## Титули
Перший принц крові, герцог Бурбон, граф де Монпансьє, дофін де Овернь, герцог Оверні, герцог де Шательро, граф де Клермон-ан-Бовезі, граф де Форе, граф де Ла Марш, принц де Домб, віконт Карлá, де Мюра, володар Боже, Комбре, Меркер, Анноней, Рош-ан-Берньє, Бурбон-Лансі.

## Звання
Конетабль Франції, губернатор Лангедоку, віце-король Мілану, імперський намісник в Італії.